# Colonia Niza Luba
Colonia Niza Luba är en ort i Mexiko.   Den ligger i kommunen Ciudad Ixtepec och delstaten Oaxaca, i den sydöstra delen av landet, 500 km sydost om huvudstaden Mexico City. Colonia Niza Luba ligger 64 meter över havet och antalet invånare är 234.
Terrängen runt Colonia Niza Luba är huvudsakligen platt, men norrut är den kuperad. Runt Colonia Niza Luba är det ganska tätbefolkat, med 172 invånare per kvadratkilometer. Närmaste större samhälle är San Jerónimo Ixtepec, 3,3 km norr om Colonia Niza Luba. Omgivningarna runt Colonia Niza Luba är en mosaik av jordbruksmark och naturlig växtlighet.